# ラグナロクオンライン アコさんに気をつけろ!
『ラグナロクオンライン アコさんに気をつけろ!』は、みずきひとしによる漫画作品。MMORPG「ラグナロクオンライン」の、双葉社によるアンソロジーコミック『ラグナロクオンライン4コマKINGDOM』に掲載されていた、ストーリーギャグ漫画である。

## 概要
『ラグナロクオンライン4コマKINGDOM』vol.1（2002年6月28日発売）より連載開始、4コマ漫画を主とする同コミックにあってコマ割などを含めて終始ストーリー漫画形態を取っており、またvol5以降、常に巻頭に掲載される看板漫画であった。ほぼ隔月発行の同コミックに4年もの間、毎回連載を続け、2006年6月28日発行のVol.21掲載分にて完結した。2007年6月28日、成原とんみの『それいけ冒険者たち!』と共に、アンソロジーコミック作品としては珍しい単行本化を果たした。なお、単行本発行にあたりvol.13掲載の「親善大使に気をつけろ!」が未収録となっている。
ポリンしか狩れない“チキン（臆病者）”の騎士と、素顔を仮面で隠したアコ、そんな彼らと冒険を共にするパーティ一行の旅を明るいノリで描く、ギャグストーリー漫画である。
「アコさんに気をつけろ！」は、本来この漫画そのもののタイトルでは無かった。この作品は毎回「～に気をつけろ!」とその回の主題となる人物や物事によりタイトルを変えて収録されていた。ただし、ヒロインを中心に扱う回が多かったため「アコさんに気をつけろ!」のタイトルが第1回を含めて計6回あり、これがそのまま作品タイトルとなったものと考えられる。なお、他に複数回使われたタイトルとしては、「転職に気をつけろ!」が2回使われている。
『ラグナロクオンライン4コマKINGDOM』所収の他作品では次々と実装されていく新要素をその直後に描かれるストーリーで扱う内容が多く見られたが、この作品では特に新たな街が実装されたなどの記述は見られず、連載開始以降に実装された新職業などがさりげなく取り入れられているに過ぎない。一方で時折キャラクターたちのステータスやレベルといった言及など、ゲームとしての演出も随所に見られるのが特徴。

## あらすじ
ノービス時代に出逢った、優しく美しいアコライトの様な女性を守るべく剣士になった主人公の前に、職業こそ目当てどおりだが珍妙な仮面を着けた女性が現れる。“痛いのが嫌い”でポリンしか倒せない臆病者の剣士と、強引に自分の主張を通してしまう殴りアコ、そんな二人は多くの仲間たちと出逢い、それぞれの目的のため冒険を続けていく。

## 登場人物
※この作品では各キャラクターに固有の名前は無く、職業名で呼ばれている。本項では便宜上、最終話で転職し作品自体のタイトルにもなっているアコ以外は最終職業を中心に呼称する。各キャラクターの呼び名として使われる職業の略称などの記載は作中のままとし、同時にルビで表現されるその職業の正式名称を（）内に表記している。さらに、物語の進行に従って一時的にでもそのキャラクターの呼称となった職業名も太字とした。なお、各職業等についての説明は『ラグナロクオンライン』（以下、ROと略す）の項を参照。
騎士（ナイト）
この漫画の主人公。ノービス時代に助けてくれた美しい女性アコライトに憧れ、その様な女性を守るべく彼が剣士（ソードマン）になったところから物語が始まる。自らパーティを編制し、間も無く出逢ったアコと行動を共にすることになる。「痛いのは嫌」なのでステータスはVITに全振り、ポリンだけを倒し続けていたため、アコをはじめとする仲間からは「チキン（臆病者）」呼ばわりされている。誠実だが女性に弱い性格で、結果的にクセの強い女性ばかりを中心とするパーティになってしまった。ACT.9「転職に気をつけろ!」にてジョブレベル40に達したのを機に他のメンバーにより半ば強引に騎士（ナイト）へと転職させられた。憧れのアコライトに逢うことを夢見ているが、同行している仮面アコがその本人であるとは気づいていない。
アコ（アコライト）
この漫画のヒロイン。転職したばかりの剣士（後の騎士）が募集したパーティに最初に応募してきた女性アコライト。しかしその姿は剣士の理想とかけ離れ、笠・スピングラス・マスクで完全に顔を隠した異様な姿で現われ、それらを外すと落ち窪んだ目とソバカスだらけのひどい顔であった。STR-AGI型の殴りアコで、レベルも主人公より相当高く、出逢って間も無く兄貴（オークウォリアー）の集団を素手で倒したり、後には深淵の騎士すら何体も倒している。実は彼女は主人公が追い求めていた美しい顔のアコライトで、お互いがノービスの頃に彼と出逢い、以来ずっと見守り続けてきたらしい（これについて主人公からストーカー呼ばわりされることもある）。素顔に似合わない強引かつ狡猾な性格で、パーティのメンバーを思い通りに振り回すが、実はいわゆるツンデレキャラ。また、パーティ随一の巨乳でもある。彼女には「ピンクちゃん」というペットのポリンが居り、本編ACT2で登場するほか、素顔姿のアコと共に別巻『ラグナロクオンライン We LOVE カプラ』所収『Wの悲劇』にも登場する。
アルケミスト
ACT4にてノビ（女性ノービス）として登場。アコらとの出逢いは描かれていないが、女性に弱い主人公に対し自らをかわいく装う手口でまんまとパーティに加入したらしい。“楽して欲しいものを手に入れる”ために主人公に巧みに取り入って装備品などを貢がせる「たかりプレイヤー」だったが、狡猾さではアコの方が一枚上手だった。以降はパーティメンバーに貢がせようといったあくどい態度は見せなくなったものの“楽して得したい”性格はそのままであった。アコライトを志していたがACT5にてアコの陰謀により商人（マーチャント）に転職させられ、さらにACT13にて自らの勘違いによりアルケミストに転職した。後に登場したウィズ子と共に、他の人物よりも幼いのか、他の人物がお互いを「～くん」「～さん」と呼ぶのに対し、彼女は他の人物を「～おにーちゃん」「～おねーちゃん」と呼んでおり、他の人物も彼女らを「～ちゃん」と呼んでいる。
ダンサー
ACT6にて主人公らのパーティに加わった、浅黒い肌に銀髪のダンサー。パーティに突如、奇妙な言葉で声をかけて来たため最初は無視されたが、主人公の頬にキスをして懐柔、パーティに加入した。外国訛りの様なカタカナ混じりの奇妙な台詞を話し、見た目通りに明るく解放的で大胆な性格。実は彼女が踊ると同じパーティ内のメンバーが必ず身体が痺れて動けなくなるため、以前所属していたパーティを追い出されてしまい、主人公らに合流してからは踊ることを極力控えている模様。スタイルには自信を持っているが、バストサイズはアコの方が上であった。
ウィズ子（ウィザード）ルビに従うと、正しい呼び方は「ウィザードこ」
ACT10にて、森の中でモンスターに敗れて倒れていたところを主人公に助けられたマジ子（女性マジシャン）。その際、主人公に盾役をしてもらったことから彼に一目惚れし、着いて来た。恥ずかしがりやで引っ込み思案な性格らしく、あまり表情を変えずボソボソと呟くように喋るが、騎士に対しぞんざいな態度を取るアコらに容赦ない魔法攻撃を浴びせるなど、彼への想い故の行動は大胆である。ちょうど騎士の腰くらいまでの身長しかなく、バードに養子と間違われるほど小柄。ACT14にてパーティメンバーも知らない内にウィザードに転職した。アルケミスト同様、貧乳であることを気にしているらしい。
バード
ACT16にて、街の中でテロらしきモンスターハウスを蹴散らすアコに一目惚れ、その場で求婚した糸目のバード。アコには断られ続けたにもかかわらず彼女を「マイハニー」と呼び、結局最後まで追いかけ続けた。彼は以前ダンサーと同じパーティに居り、彼もまた、曲を演奏すると何故かモンスターを大量に召喚してしまうという困った性癖を持っていたため追い出されたらしく、彼が主人公一行に出逢った際のモンスターハウスも、実は彼の仕業だった。楽天的で積極的な考え方の持ち主だが、悪気無く周囲に迷惑をかけてしまう人物。うやむやの内に主人公を除く唯一の男性パーティメンバーとなった。

## 関連作品
以上の単行本化された本編（騎士を主人公とする一行の冒険）は『ラグナロクオンライン4コマKINGDOM』vol.21をもって完結したが、以降もVol.30まで継続した同コミックにおいて、番外編とも言うべき単発作品が掲載された。これらは全てROのNPC「カプラサービス」を題材としたもので、本項のキャラクターがゲスト出演する回もある。なお、カプラ職員たちは本項連載にもしばしば登場しており、時に人間業と思えないことをする上司的役割のグラリス、幼い子どもの様なW（ダブリュー）、やや男勝りで活動的なビニット、被害妄想気味のテーリングといった性格付けが見られ、特に前2者及びコモドカプラが頻繁に描かれる。反してディフォルテーやソリンが中心的に扱われることは少ない。
『Wの悲劇』
『ラグナロクオンライン4コマKINGDOM』別巻『ラグナロクオンライン We LOVE カプラ』所収。慰安旅行に置いて行かれたカプラ職員Wと、飼い主に捨てられたペットのポリンとがお互いを裏切った人間に復讐を試みる。
『ラブレターに気をつけろ!』
『ラグナロクオンライン4コマKINGDOM』（以下、タイトル省略）vol.22所収。Wがある日、冒険者からラブレターをもらったことで起きる騒動を描く。
『落盤に気をつけろ!』
vol.23所収。出口が落盤で塞がれたミョルニール廃坑ダンジョンに閉じ込められたテーリングと2名の冒険者が脱出を図る。
『気の迷いに気をつけろ!』
vol.24所収。他のカプラ職員に比べ冒険者に人気が無いことに衝撃を受けたグラリスが、イメージチェンジを計る。
『甘いお菓子に気をつけろ!』
vol.25所収。自身の要望によってWが作った美味いが非常に大量のクッキーの処置に困ったビニットが、それを冒険者に売りつけることを思いついたことで巻き起こる騒動を描く。本項アルケミストの転職前と同一の姿をした女性マーチャントが登場する。
『うらみ日記に気をつけろ!』
vol.26所収。ある日ビニットが拾った、自身が書いた覚えの無い、同僚に対する恨みが綴られた奇妙な日記を巡る物語。
『対抗企業に気をつけろ!』
vol.28所収。自社と同等のサービスを提供する「ジョンダイベント」の出現により、女性冒険者の利用率が落ちたカプラサービスの騒動を描く。橘 紀菜（脚注1参照）らしきGMが登場。
『彼女の病気に気をつけろ!』
Vol.30（最終巻）所収。重度の風邪にもかかわらず無理やり仕事をしようとするグラリスによって巻き起こる騒動を描く。本項の騎士・商人（本項ではアルケミストとして記述）・アコ・マジ子（本項ではウィズ子として記述）が登場。

## 書籍情報
- 「ラグナロクオンライン4コマKINGDOM」1～21巻に収録。
- 単行本「ラグナロクオンライン アコさんに気をつけろ!」（2007年7月28日第1刷発行、2007年6月28日発売） ISBN 9784575941005